# جامعة الجميع الذكية
جامعة الجميع الذكية هي جامعة افتراضية تأسست في 2020. تقدم درجتي البكالوريوس والماجستير في عدة تخصصات. وتقع في إمارة الفجيرة في الإمارات العربية المتحدة.

## التأسيس
في أكتوبر 2020 أطلق ناصر بن إبراهيم المحيميد جامعة الجميع الذكية، ومع نهاية العام 2022 بلغ عدد المسجلين المنتظمين في الجامعة 6280 طالب وطالبة موزعين على 43 دولة حول العالم، حصلت الجامعة على اعتماد منظمة IPMA، كما نجحت الجامعة في الحصول على الاعتماد البريطاني ASIC الخاص بالكليات والمدارس والجامعات والمعتبر لدى وزارة التعليم البريطاني. أيضا حصلت على عضوية AACSB جمعية تطوير إدارة كليات الأعمال، والشراكة مع جامعة  Jagora ، وقد احتفلت الجامعة بتخريج أول دفعات برنامج الماجستير (إدارة مشاريع) بنهاية يناير 2022.

## البرامج الدراسية
تقدم الجامعة برنامج البكالوريوس والماجستير ودكتوراة في تخصصات الإدارة، إدارة المشاريع، إدارة مخاطر، تقنية معلومات، والامن السيبراني، والريادة والابتكار، والإعلام